# Super cathedram

Wappen Papst Bonifaz VIII.

Super cathedram ist eine Päpstliche Bulle, mit der Papst Bonifaz VIII. am 18. Februar 1300 die Zusage erteilte, dass die  Mönche der Bettelorden u. a. öffentlich predigen dürfen. Dieses war jedoch nur eine vorläufige Klärung und der Papst musste die Bulle kurzzeitig aufheben. Nach dieser Revokation erhielt die Bulle ihre  kanonisch-rechtliche Bestimmung auf dem Konzil von Vienne. Das Konzil übernahm die Bestimmungen in seine Dekrete  und die Verkündung durch Clemens V. verlieh ihnen dauerhafte Geltung. Die Dekretale wurde in die Clementinen aufgenommen (Clem. 3.7.2) und damit in das Corpus Iuris Canonici.

## Seelsorgekontrolle
Mit der nun rechtsgültigen Bulle wurde festgelegt, dass die  Seelsorgekontrolle weiterhin bei den  Ortsbischöfen blieb, er konnte einzelnen  Ordenspriestern das Recht der  Beichtabnahme und der Absolutionserteilung übertragen, er war dazu aber nicht verpflichtet. 

## Abgabepflicht
Gleichzeitig wurde festgelegt, dass für die Bettelorden die Abgabepflicht von einem Viertel der Geldeinkünfte durch Testament und Sepulturgebühren (Begräbniskosten) an den  Kuratklerus (Geistliche, denen besonders die Seelsorge obliegt)  bestehe. Überhaupt wurde mit dieser Bulle die  Mendikantenprivilegien aller Bettelorden und auf den  Karmelitenorden ausgedehnt.

## Predigtwesen
Die Ordensgemeinschaften betrachteten die Predigttätigkeit als eine ihrer Hauptaufgaben, um das christliche Volk im Glauben zu unterweisen und individuell zur Umkehr im Lebenswandel zu bewegen. Bonifaz VIII. regelte mit seiner Bulle das Predigtwesen auf öffentlichen Plätzen in
den Städten und in den  Pfarrkirchen.